# Acanthastrea hillae
Espèce
Statut CITES
Acanthastrea hillae est une espèce de coraux appartenant à la famille des Lobophylliidae ou à la famille des Mussidae.